# Total Uninstall
Total Uninstall — условно-бесплатная утилита, предназначенная для корректного деинсталлирования программ, установленных в 32-битных и 64-разрядных операционных системах Microsoft Windows.

## Описание
При запуске Total Uninstall сканирует систему и делает снимок файловой системы и системного реестра для последующего качественного удаления приложений, исходя из ранее полученных данных.
Программа производит мониторинг всех изменений в файловой системе и реестре на компьютере, когда на него пытаются установить программное обеспечение. Анализ установки приложения происходит до и после окончания инсталляции. Если пользователь намерен удалить установленную программу, то утилита производит сканирование всех изменений, которые сделала программа в системе, и выводит список, в котором отображаются ключи и значения в системном реестре, какие файлы и папки к ней относятся, и другие параметры. Из этого списка пользователь может удалить абсолютно всю информацию или выборочные элементы.
Total Uninstall имеет простой в использовании интерфейс, а в функциональные возможности включены такие опции, как пошаговые диалоги, детальная статистика всех изменений, восстановление системы, незаконченные операции с файлами и прочее.

## Некоторые особенности
- Мониторинг файловой системы и реестра на наличие новых инсталляций.
- Точный анализ существующих установленных приложений.
- Полное и тщательное удаление.
- Журнал событий.
- Быстрый поиск программы по ключевому слову.
- Организация групп установленных программ и программ, за которыми установлен мониторинг.
- Создание резервных копий для восстановления программ.
- Темы оформления.
- Автоматическое уведомление о том, что запущена программа установки.
- Создание журнала со сделанными изменениями от установок программ в системе.
- Экспорт изменений в реестре для установки или удаления.
- Смена иконок приложений.
- Экспорт установленных/промониторенных программ в файл, а также вывод на печать.

## Издания
Утилита Total Uninstall в зависимости от набора доступных функций поставляется в трёх изданиях — Professional, Standard и Ultimate.